# Ajdos Sułtangali
Ajdos Sułtangaliuły Sułtangali (kaz. Айдос Сұлтанғалиұлы Сұлтанғали; ur. 7 lutego 1996) – kazachski zapaśnik walczący w stylu klasycznym. Olimpijczyk z Paryża 2024, gdzie zajął czternaste miejsce w kategorii do 60 kg. 
Brązowy medalista mistrzostw świata w 2018 i 2022, a także halowych igrzysk azjatyckich w 2017. Piąty na igrzyskach azjatyckich w 2022. Triumfator mistrzostw Azji w 2021. Trzeci w Pucharze Świata w 2022. Brązowy medalista igrzysk wojskowych w 2019, a także wojskowych MŚ w 2024. Trzeci na MŚ U-23 w 2017. Mistrz Azji juniorów w 2016.